# 夫律子
夫 律子（ぷ りつこ / Rituko K. Pooh）は、日本の医学者。産婦人科医師。
日本で初めての胎児診断専門施設「クリフム出生前診断クリニック 胎児診断センター・胎児脳センター(クリフム)」の院長。

## 来歴・人物
哲学者の父（元筑波大学哲学・思想学系教授 木全徳雄）と、英文学者の母（元梅花短期大学准教授 木全富美香）との間に次女として生まれた。兵庫県育ち。姉に憧れ私立幼稚園に入学するも飽きて幼稚園中退。追手門学院小学校、神戸市立魚崎中学校、兵庫県立神戸高等学校を卒業。慶應義塾大学法学部法律学科では中谷謹子教授（慶應義塾大学名誉教授）のゼミで刑法学・医事法学および生命倫理学を専攻。
大学卒業後、医学部再受験、徳島大学医学部へ進学し、産婦人科医となる。
未知なる胎児の中でもとりわけ未解明な事実の多い胎児中枢神経系に興味をもち、胎児画像診断が診療の中心となる。
1996年から始めた経腟超音波走査法による詳細な胎児脳診断は国際的にも高く評価されており、2011年世界産婦人科超音波学会(ISUOG)では胎児脳の微小血管である髄質静脈と神経予後の学術発表でAlfred Kratochwil賞を受賞、2015年には世界周産期医学会(WCPM)でLifetime achievement賞、2016年には国際Fetus as a PatientでSir William Liley賞を受賞した。
また、FMF(Fetal Medicine Foundation)のNT資格を日本で最初に取得し、2009年からシステマティックな妊娠初期の胎児診断を開始、Sonoembryology(超音波発生学)を実施臨床で確立、Sonogenetics(超音波遺伝学)という新分野を提唱した。
2006年には、日本で初めての胎児診断専門クリニックを立ち上げた。
2012年にはNHKスペシャルでクリフムが取り上げられ視聴率は9.6%だった。
2009年から開始した母体腹壁からの絨毛検査は、これまで13,000例を超える経腹的絨毛検査を施行した。
2012年には遺伝カウンセリング部門を新設し、2014年からは副院長に日本人類遺伝学会の名誉会員である千代豪昭が就任した。

## 現職
- クリフム出生前診断クリニック 胎児診断センター・胎児脳センター　院長
- 順天堂大学医学部産婦人科学講座　客員教授
- Wayne州立大学(米国) 産婦人科　特命教授
- Pigorovロシア国立研究医科大学　名誉教授
- 国際Dubrovnik大学 Human Science (クロアチア) 　教授
- 国際周産期医学アカデミー　 副会長
- 国際イアンドナルド超音波講座　国際選任理事、日本支部長
- リッツメディカル株式会社　代表取締役

## 略歴
- 1983年 慶應義塾大学法学部法律学科卒業
- 1990年 徳島大学医学部卒業
- 1990年-1991年　徳島大学医学部 産科婦人科学教室 研修医
- 1991年-1993年　徳島市民病院 産婦人科 医員
- 1993年-1995年　高知市立市民病院 産婦人科 医員
- 1995年-1997年　徳島大学医学部 産科婦人科学教室 医員
- 1997年-2000年　国立善通寺病院 産婦人科 医員
- 2000年-2003年　医療法人財団大樹会総合病院回生病院 産婦人科 医長
- 2003年-2006年　国立病院機構香川小児病院 総合周産期母子医療センター産婦人科 初代医長
- 2006年- クリフム出生前診断クリニック 胎児診断センター・胎児脳センター 院長
- 2006年- 米国コーネル大学 産婦人科 客員教授
- 2009年- リッツメディカル株式会社 代表取締役
- 2011年- ドゥブロヴニク国際大学(クロアチア) Human Science 教授
- 2013年- Romanian Association of Perinatal Medicine 名誉会員
- 2013年- ピロゴフ国立研究医科大学(ロシア) 名誉教授
- 2015年- International Academy of Perinatal Medicine (国際周産期医学アカデミー)　副会長
- 2017年 Cornell大学(米国) 産婦人科客員教授
- 2017年 Johns Hopkins大学(米国) 産婦人科客員教授
- 2017年 NIH Perinatal Research Branch, Wayne州立大学(米国) 産婦人科客員教授
- 2018年 Baylor 医科大学(米国) 産婦人科　客員教授
- 2018年 Wayne州立大学(米国) 産婦人科　特命客員教授
- 2022年 順天堂大学医学部産婦人科学講座　客員教授
- 2024年 大阪大学大学院医学系研究科　招へい教授
- 2024年 聖マリアンナ医科大学産婦人科学講座　客員教授

## 受賞歴
- 2011年 Alfred Kratochwil 賞　(第21回 世界産婦人科超音波学会, 21st ISUOG, Los Angeles)
- 2015年 Lifetime achievement 賞 (第12回世界周産期医学会12th WCPM, Madrid)
- 2016年 Sir William Liley 賞 (第32回 国際Fetus as a Patient, 32nd The International Society of The Fetus as a Patient, Tirana)
- 2016年 Short Oral Presentation Award, (第26回世界産婦人科超音波学会, 26th ISUOG, 2016, Rome) Clinical significance of 3D HDlive silhouette/flow in neurosonoembryology and fetal neurosonography
- 2019年 "Magnificent achievements in the visualization of early human development" Award(第14回 世界周産期医学会14th WCPM, 2019, Istanbul)
- 2020年 JSOG Congress Encouragement Award  (第72回 日本産科婦人科学会学術集会, 72th JSOG, 2020, Tokyo)

## 学位
- 法学士(LL.B) 慶應義塾大学法学部 (1983年)
- 医学士(M.D.) 徳島大学医学部 (1990年)
- 医学博士(Ph.D.) 徳島大学医学部 (1999年)
- 理学修士(M.Sc.) Chinese University of Hong Kong (2018年)
- 経営学修士(MBA.) グロービス経営大学院大学 (2022年)

## 資格
- 母体保護法指定医 (1995年)
- 日本産科婦人科学会認定 産婦人科専門医 (1995年)
- 日本超音波医学会認定 超音波専門医 (2000年)
- 日本人類遺伝学会/日本遺伝カウンセリング学会認定 臨床遺伝専門医 (2013年)
- 妊娠初期超音波資格 FMF (イギリス) 認定

NT (NT資格)　NB (鼻骨資格)　TR (三尖弁逆流資格)　DV (静脈管血流資格)　UA (子宮動脈血流資格)   

## 著書
- An Atlas of Fetal Central Nervous System Disease Diagnosis and Management. Pooh RK, Maeda K, Pooh KH. Parthenon CRC Press, London, New York,2003
- フルカラーアトラス最新3D/4D胎児超音波画像診断" 夫　律子 メディカ出版 大阪 2004
- Fetal Neurology. Pooh RK, Kurjak A. Jaypee, 2009
- Donald School Atlas of Advanced Ultrasound in Obstetrics and Gyneacology, Ritsuko K. Pooh, Asim Kurjak著　Jaypee, 2015
- Donald School Textbook of PowerPoint Presentation on Advanced Ultrasound in Obstetrics & Gynecology.Wataganara T, Pooh RK, Kurjak A. Jaypee Brothers Medical Publishers, India, 2015